# Orangi
Orangi (Sindhi: اورنگي, Urdu: اورنگی) ist ein Bezirk im nordwestlichen Verwaltungsdistrikt von Karatschi, Pakistan. Orangi hat eine Fläche von etwa 60 Quadratkilometern. Zusammen mit dem benachbarten Bezirk Baldia leben in Orangi-Baldia schätzungsweise über zweieinhalb Millionen Menschen.
Orangi ist einer der größten Slums Asiens und der Welt. In Orangi leben etwa doppelt so viel Einwohner wie im indischen Armenviertel Dharavi, in Mumbai. Orangi ist zwar eine größtenteils ungeplante Siedlung, aber ein Großteil erhält städtische Dienstleistungen. So sind ca. 90 % an das Abwassernetz angeschlossen und 96 % Prozent der Häuser in Orangi haben eine eigene Latrine oder Toilette.

## Geschichte
Nach der Teilung Indiens zur Unabhängigkeit und Gründung Pakistans 1947 siedelten sich muslimische Flüchtlinge aus Indien in Karatschi an. Die Regierung Pakistans erteilte den Flüchtlingen das Land ab 1950 zu besiedeln. Ab 1965 wurde die Besiedelung Orangis geplant.
Die Bevölkerung von Orangi wuchs 1971 infolge der Ankunft tausender Flüchtlinge aus dem gerade unabhängig gewordenen Bangladesch rapide an, und die Regierung begann, es als eine quasi dauerhafte Siedlung zu betrachten. Da es sich jedoch um eine inoffizielle und ungeplante Siedlung handelte, hatte Orangi keinen Anspruch auf staatliche oder kommunale Unterstützung, und die sanitären Verhältnisse in dem Gebiet waren äußerst schlecht.
Bis in die frühen 1980er Jahre war der Großteil der Bevölkerung von Orangi Muhajir oder Punjabis. Die Demografie Karatschis begann sich in den 1980er Jahren drastisch zu verändern, als Paschtunen in großer Zahl dazu kamen. 1985 erreichten die ethnischen Spaltungen auch Orangi, als Muhajir- und Paschtunengruppen gegeneinander kämpften. Im Dezember 1986 griffen bewaffnete Paschtunen die Aligarh Colony an, in der "Biharis" (Urdu sprechende Geflüchtete) lebten, die erst kurz zuvor von Bangladesch übergesiedelt war.
Im Jahr 2001 wurde Orangi formell als Bezirk der Stadt Karachi anerkannt und erhielt eine eigene Gemeindeverwaltung. Bis 2004 wurden über 90 % der Haushalte in Orangi an das Stromnetz von Karatschi angeschlossen, obwohl bis zu 20 % der Anschlüsse illegal waren.

## Ortsteile
Es gibt 13 Ortsteile von Orangi. Dazu zählen:
- Baloch Goth
- Bilal Colony
- Chisti Nagar
- Raees Amrohi Colony
- Data Nagar
- Ghabool Town
- Ghaziabad
- Hanifabad
- Haryana Colony
- Iqbal Baloch Colony
- Madina Colony
- Mohammad Nagar
- Mominabad
- Mujahidabad